# Triumph MC Owners' Club Denmark
Den danske Triumph-klub blev stiftet i 1988 af en gruppe entusiaster, som fire gange om året udgiver et klubblad. 
Klubben arrangerer hvert år i august Britannia Rally.
I 2019 er klubbens vedtægter ændret, så der ligesom i Storbritannien kan oprettes afdelinger (branches), og den første er godkendt i København.
Inspirationen kom fra Storbritannien, hvor den første branch i Triumph Owners' Motor Cycle Club blev stiftet i London i 1949. TOMCC dækker internationalt og har i dag branches i USA, Australien og Italien. 